# Halálozások 1960-ban
Ez a szócikk az 1960-as évben elhunyt nevezetes személyeket sorolja fel.

## December
| Dátum        | Név                     | Foglalkozás / tisztség                                                                                             | Kor | Forrás |
| ------------ | ----------------------- | --- | --- | ------ |
| december 26. | Watsuji Tetsuro         | japán filozófus | 071 |        |
| december 26. | Alexander Goodlet Clark | ausztrál ászpilóta az első világháború idején                                                                      | 064 |        |
| december 25. | Gyulay Tibor            | magyar gazdaságpolitikus, a Budapesti Kereskedelmi és Iparkamara főtitkára, a Lakatos-kormány iparügyi minisztere. | 073 |        |
| december 22. | Kiss Benke György       | újságíró, lapszerkesztő                                                                                            | 033 |        |
| december 21. | Eric Temple Bell        | skót matematikus, aki John Taine álnév alatt is publikált. Róla nevezték el a Bell-számokat                        | 077 |        |
| december 21. | György László           | író, újságíró | 051 |        |
| december 20. | Gálosi Zoltán           | színész | 074 |        |
| december 18. | Kolecsányi Kálmán       | kertészeti szakember                                                                                               | 074 |        |
| december 10. | Carl Theodor von Blaas  | festőművész. A Blaas-festődinasztia tagja                                                                          | 074 |        |
| december 7.  | Clara Haskil            | zsidó származású román zongoraművész                                                                               | 065 |        |
| december 2.  | Bartha Albert           | magyar katonatiszt, politikus, honvédelmi miniszter                                                                | 083 |        |

## November
| Dátum        | Név         | Foglalkozás / tisztség       | Kor | Forrás |
| ------------ | ----------- | ---------------------------- | --- | ------ |
| november 16. | Clark Gable | Oscar-díjas amerikai színész | 059 |        |

## Október
| Dátum | Név | Foglalkozás / tisztség | Kor | Forrás |
| ----- | --- | ---------------------- | --- | ------ |

## Szeptember
| Dátum | Név | Foglalkozás / tisztség | Kor | Forrás |
| ----- | --- | ---------------------- | --- | ------ |

## Augusztus
| Dátum         | Név         | Foglalkozás / tisztség                                                     | Kor | Forrás |
| ------------- | ----------- | -------------------------------------------------------------------------- | --- | ------ |
| augusztus 10. | Frank Lloyd | kétszeres Oscar-díjas skót filmrendező, színész, forgatókönyvíró, producer | 078 |        |

## Július
| Dátum      | Név               | Foglalkozás / tisztség               | Kor | Forrás |
| ---------- | ----------------- | ------------------------------------ | --- | ------ |
| július 16. | Albert Kesselring | második világháborús német tábornagy | 074 |        |

## Június
| Dátum      | Név             | Foglalkozás / tisztség                                | Kor | Forrás |
| ---------- | --------------- | ----------------------------------------------------- | --- | ------ |
| június 28. | Esterházy Móric | magyar arisztokrata, politikus, miniszterelnök (1917) | 079 |        |

## Május
| Dátum     | Név               | Foglalkozás / tisztség                                                              | Kor | Forrás |
| --------- | ----------------- | ----------------------------------------------------------------------------------- | --- | ------ |
| május 31. | Walther Funk      | német közgazdász, bankár, politikus, gazdasági miniszter (1938–1945), háborús bűnös | 069 |        |
| május 30. | Borisz Paszternak | Nobel-díjas (1958) orosz költő, esszéíró, műfordító, író (Zsivago doktor)           | 070 |        |

## Április
| Dátum | Név | Foglalkozás / tisztség | Kor | Forrás |
| ----- | --- | ---------------------- | --- | ------ |

## Március
| Dátum | Név | Foglalkozás / tisztség | Kor | Forrás |
| ----- | --- | ---------------------- | --- | ------ |

## Február
| Dátum      | Név         | Foglalkozás / tisztség | Kor | Forrás |
| ---------- | ----------- | ---------------------- | --- | ------ |
| február 2. | Huszka Jenő | zeneszerző             | 084 |        |

## Január
| Dátum      | Név             | Foglalkozás / tisztség                                                               | Kor | Forrás |
| ---------- | --------------- | ------------------------------------------------------------------------------------ | --- | ------ |
| január 25. | Diana Barrymore | amerikai színésznő                                                                   | 038 |        |
| január 4.  | Albert Camus    | Nobel-díjas francia író és filozófus, az egzisztencializmus egyik meghatározó alakja | 046 |        |